# Franklin Drilon

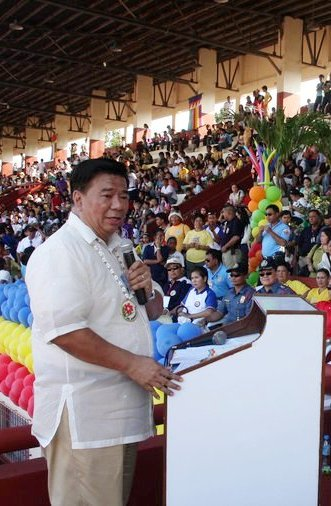
Franklin Drilon

Franklin Magtunao Drilon (* 28. November 1945 in Baluarte, Molo, Iloilo City) ist ein philippinischer Politiker und war von 1995 bis 2007 und von 2010 bis 2022 Senator im Senat der Philippinen.

## Biografie

### Studium und Rechtsanwalt
Drilon, Sohn eines Angestellten der Philippine National Bank und einer Hausfrau, studierte nach dem Besuch der Baluarte Elementary School Politikwissenschaft am Iloilo College der University of the Philippines und erwarb dort 1965 einen Bachelor of Arts (B.A. Political Science). Ein anschließendes postgraduales Studium der Rechtswissenschaft an der University of the Philippines beendete er 1969 als Drittbester seines Jahrgangs mit einem Bachelor of Laws (LL.B.). Zu seinen Kommilitonen gehörte nicht nur seine spätere Ehefrau Violeta Calvo-Drilon, sondern auch die spätere Senatorin Miriam Defensor-Santiago sowie der spätere Exekutivsekretär Ronaldo Zamora. Bereits während des Studiums engagierte er sich als Mitglied des Studentenrates der University of the Philippines und war daneben auch Assoziierter Herausgeber des Philippine Collegian und Mitherausgeber des Philippine Law Journal.
Nach Beendigung seines Studiums war er zuerst für vier Monate als Rechtsanwalt in der Anwaltskanzlei Ledesma, Saludo and Associates tätig, ehe er zwischen 1969 und 1973 Rechtsanwalt in der Kanzlei Sycip, Salazar, Luna, Manalo & Feliciano Law Offices war. Danach trat er zusammen mit seiner Ehefrau als Anwalt in die Kanzlei ACCRA ein, die 1972 von Edgardo Angara gegründet wurde. Dort wurde er später Geschäftsführender Partner und schied 1986 mit Beginn seiner politischen Laufbahn aus.

### Minister unter Corazon Aquino und Fidel Ramos
Im Februar 1986 wurde er von Präsidentin Corazon Aquino zum Vizearbeitsminister in deren Regierung berufen. Kurz darauf ernannte Präsidentin Aquino ihn 1987 zum Minister für Arbeit und Beschäftigung (Secretary of Labor and Employment). Dabei konnte er auf seine Erfahrungen als Rechtsanwalt im Arbeitsrecht zurückgreifen und beschäftigte sich einerseits mit Stabilität von Arbeitsplätzen und Betriebsfrieden einerseits, mit angemessenen Löhnen und besseren Arbeitsbedingungen andererseits. Seine Priorität lag bei der Begründung von industriellem Frieden in der Ära nach der Marcos-Diktatur, die eine Voraussetzung für mehr Investitionen und Beschäftigung war. Dabei suchte er Kompromiss zwischen den konkurrierenden Interessen von Management und Gewerkschaften, wobei selbst die Gewerkschaftsfunktionäre seine effiziente und effektive Leitung des Ministeriums anerkannten.
Im Rahmen einer Kabinettsumbildung wurde er im Januar 1990 zum Justizminister (Secretary of Justice) im Kabinett Aquino ernannt. Dabei konnte er bei der Ahndung von Staatsstreichen und der Verfolgung der ehemaligen Präsidentenfamilie Marcos und deren Günstlingen abermals auf seine Erfahrungen als Rechtsanwalt zurückgreifen und nahm sich als Minister selbst der größeren Fälle an.
Seine herausragende Arbeit als Arbeits- und Justizminister führten schließlich dazu, dass Drilon bei einer weiteren Regierungsumbildung im Juli 1991 Exekutivsekretär wurde und damit nach der Präsidentin und Vizepräsident Salvador Laurel den drittwichtigsten Posten im Kabinett bekleidete.
Im Anschluss wurde er am 1. Juli 1992 vom neugewählten Präsidenten Fidel Ramos wiederum zum Justizminister berufen. In dieser Funktion setzte er die zuvor begonnene Justizreform weiter fort, in dem er die Gehälter und Bezüge der Richter und Staatsanwälte erhöhte, korrupte und unfähige Richter und Staatsanwälte entließ, die Gerichtsverfahren beschleunigte und ärmeren Bevölkerungsschichten mehr Zugang zur freier Rechtsberatung verschaffte. Als Justizminister war er auch maßgeblich an der Anklage und Verurteilung des Bürgermeisters von Calauan, Antonio Sanchez, beteiligt, dem Anstiftung zur Vergewaltigung mit Todesfolge an einer Studentin der University of the Philippines in Los Baños und Mord an deren Freund nachgewiesen wurde. Daneben trieb er auch die Verfahren gegen Claudio Teehankee Jr., dem Hintermann des Erschießens von Maureen Hultman sowie gegen Rolito Go, den Angreifer eines Studenten der Universität De La Salle. Die Verurteilung dieser drei belegte Drilons Eintreten dafür, dass der Gleichheitssatz auch bei Prominenten angewandt wird.

### Senator und Senatspräsident
Am 30. Juni 1995 wurde er als Kandidat der Lakas-Laban-Koalition mit dem viertbesten Ergebnis aller Kandidaten Mitglied des Senats. Als kurz darauf seine erste Ehefrau stirbt, gründete er die Violeta Calvo-Drilon Foundation zur Fortsetzung von deren Wohltätigkeitsprojekten wie dem Schulmilchprogramm, durch das alle Erstklässler in öffentlichen Schulen kostenlos Milch erhalten sollen. Im Senat wurde er Vorsitzender des einflussreichen Ausschusses für die Rechenschaftspflicht im öffentlichen Dienst und für Untersuchungen des Blue Ribbon Committee zur Aufdeckung von Korruption, Machtmissbrauch und unrechtmäßige Handlungen der Regierung.
1995 sowie zwischen 1996 und 1998 war er Vorsitzender des einflussreichen Ausschusses für öffentliche Rechenschaftspflicht, das sogenannte Blue Ribbon Committee, der sich mit der Aufklärung von Bestechung und Korruption in der Regierung befasst.
Bei seiner Hochzeit 1997 mit seiner zweiten Ehefrau Mila Serrano-Genuino waren Corazon Aquino sowie Fidel Ramos Trauzeugen.
1998 wurde er Mehrheitsführer (Majority Leader) und damit Fraktionsvorsitzender der Mehrheitsfraktion im Senat. Dabei setzte er sich für eine Beschleunigung von Gesetzesverabschiedungen zur Justizreform, Transparenz bei Transaktionen der Regierung, Straffung der Bürokratie und Modernisierung der Wirtschaft ein.
Am 12. Juli 2000 wurde er als Nachfolger von Blas Ople schließlich selbst erstmals Senatspräsident. Dabei trieb er die Gesetzesverfahren rekordverdächtig voran als innerhalb von nur zwanzig Sitzungstagen verabschiedete der Senat 199 Gesetze und acht Resolutionen verabschiedet wurden. Das Amt des Senatspräsidenten übte er bis November 2000 aus.
Bei den Wahlen 2001 wurde er abermals als Viertplatzierter für eine weitere sechsjährige Amtszeit wiedergewählt und am 23. Juli 2001 erneut zum Senatspräsidenten gewählt. Dieses Amt bekleidete er bis zum 24. Juli 2006 und damit länger als jeder andere Senatspräsident seit dem Sturz des Marcos-Regimes 1986.
Daneben wurde er im November 2003 zunächst Vorsitzender und dann im August 2004 Präsident der Partido Liberal ng Pilipinas. Unter seinem Vorsitz gewann die traditionsreiche Partei wieder an Bedeutung hinzu und stieg zur dominierenden Pareti der Philippinen nach den Wahlen 2010 auf als deren Kandidat Benigno Aquino III. zum Präsidenten der Philippinen gewählt wurde. Drilon wurde außerdem Vorsitzender des Rates der Asian Liberals and Democrats (CALD). Außerdem wurde er im April 2005 zum Präsidenten der 112. Generalversammlung der Interparlamentarischen Union (IPU) und wurde am 10. Juli 2006 auch Vorsitzender des Ausschusses der IPU zur Untersuchung von Menschenrechtsverletzungen durch Parlamentarier.
Von Juli 2006 bis zu seinem Ausscheiden aus dem Senat am 30. Juni 2007 war Drilon Vorsitzender des Finanzausschusses sowie des Ausschusses für öffentliche Ordnung und Illegale Betäubungsmittel.
Nach seinem Ausscheiden aus dem Senat wurde er Senior Counsel der Anwaltskanzlei ACCRA.
Von 2010 bis 2022 war Drilon wieder Mitglied des Senats und war von 2013 bis 2016 zum dritten Mal dessen Präsident.